# Арнольдов Іван Макарович
Арнольдов Іван Макарович (1870, Подільська губ. — ?) — антрепренер, один з перших антрепренерів українського театру на Далекому Сході. Скінчив гімназію в Одесі, виступав на сцені в Кам'янець-Подільському, служив в українській трупі Г. О. Деркача. Від 1902 року — у Владивостоці. 1903 року привіз з Хабаровська до Харбіну українську трупу, яка мала великий успіх. Пізніше неодноразово привозив на Далекий Схід українські трупи. 1909 року в Харбіні тримав літній театр, де робив вистави місцевий Український клуб.